# Duy Hải (phường)
Duy Hải là một phường thuộc thị xã Duy Tiên, tỉnh Hà Nam, Việt Nam.

## Địa lý
Phường Duy Hải nằm ở phía tây bắc thị xã Duy Tiên, có vị trí địa lý:
- Phía đông giáp phường Duy Minh
- Phía tây giáp huyện Kim Bảng
- Phía nam giáp huyện Kim Bảng và phường Duy Minh
- Phía bắc giáp thành phố Hà Nội.

Phường Duy Hải có diện tích 5,50 km², dân số năm 2018 là 6.473 người, mật độ dân số đạt 1.177 người/km².

## Lịch sử
Đến năm 2018, xã Duy Hải có diện tích 5,091 km², dân số là 6.217 người, mật độ dân số đạt 1.221 người/km².
Ngày 17 tháng 12 năm 2019, Ủy ban Thường vụ Quốc hội ban hành Nghị quyết số 829/NQ-UBTVQH14 về việc sắp xếp các đơn vị hành chính cấp huyện, cấp xã thuộc tỉnh Hà Nam (nghị quyết có hiệu lực từ ngày 1 tháng 1 năm 2020). Theo đó:
- Điều chỉnh 0,032 km² diện tích tự nhiên của xã Duy Hải vào xã Duy Minh
- Điều chỉnh 0,441 km² diện tích tự nhiên và 256 người của xã Duy Minh vào xã Duy Hải
- Thành lập phường Duy Hải thuộc thị xã Duy Tiên trên cơ sở toàn bộ diện tích và dân số của xã Duy Hải.

Sau khi thành lập, phường Duy Hải có diện tích 5,50 km², dân số là 6.473 người.